# Colli sul Velino
Colli sul Velino è un comune italiano di 462 abitanti della provincia di Rieti nel Lazio.

## Geografia fisica

### Territorio
Nel territorio comunale è compreso il piccolo Lago di Ventina.

### Clima
- Classificazione climatica: zona E, 2211 GR/G

## Storia
Nel comune di Colli sul Velino, in località Paduli, è stato rinvenuto un importante ed esteso abitato perilacustre di epoca protostorica. 
I numerosissimi reperti vennero rinvenuti a ridosso del braccio meridionale del Lago di Piediluco, noto come “braccio di Cornello”. Il sito venne abitato in un periodo molto ampio, compreso tra la media età del Bronzo e la prima età del Ferro. 
L’economia era basata sull’agricoltura e l’allevamento, come dimostrato dalle molte ossa di bos qui rinvenute. Il sito inoltre era posizionato a diretto contatto con le risorse ittiche del lago, per cui doveva essere praticata anche la pesca. 
Sul terreno vennero trovate tracce riferibili a grandi strutture ad uso abitativo di forma ellittica o circolare (fondi di capanne). 
Le tracce di un incendio sembrano testimoniare una distruzione violenta patita dall’abitato, avvenuta nel corso del IX secolo a.C.
Oggi questo insediamento è stato identificato con l’antica Marruvium, città protostorica degli Aborigeni (mitologia), rimasta introvabile per anni. L’insediamento protostorico di Marruvium viene riportato da Dionigi di Alicarnasso a metà strada tra l’isola di Issa (oggi Montisola) e Terni, non lontano dall’antica Via Curia (corrispondente grossomodo all’odierna Via Ternana) ed a ridosso di un lago.
A Colli sul Velino, in località Grotte di San Nicola, si trovano gli imponenti e bellissimi resti della villa romana di Quinto Assio. Qui venne ospitato Cicerone nel 54 a.C. in occasione della contesa tra Reatini e Ternani sui pretesi danni causati dall’emissario romano. I Ternani lamentavano che le piene del fiume Nera spesso sommergevano i loro campi, ma Cicerone assolse i Reatini da ogni responsabilità.
Il resto è storia recente. Nel bollario vescovile di Rieti è presente un documento che riporta la Chiesa di S. Maria Maggiore, già “di Labro”, eretta in parrocchia autonoma nel 1818 su richiesta delle 365 anime che popolavano gli allora 84 casali sparsi nelle campagne. Questa parrocchiale, in stile barocco, è stata sottoposta a profonde modifiche in occasione dei restauri intrapresi nel 1965, che hanno portato all’abolizione, tra l’altro, dei quattro altari laterali e del coro originario.
Oggi Colli sul Velino è un piccolo abitato di aspetto quasi interamente recente, poco discosto dalla strada nazionale Ternana, ai confini con l’Umbria. Originariamente questo centro si chiamava Colli di Labro, termine conservato fino al 1962, cinque anni dopo la sua autonomia amministrativa dal comune di Labro (Marzo 1957). Un’autonomia preceduta da dure controversie tra le due popolazioni, ricordate anche negli atti del consiglio comunale e che portarono alla divisione di Colli da Labro, in certi casi tali da richiedere perfino l’intervento della forza pubblica. Di Labro non rimase neppure il nome, poiché i collani presero dal Velino la loro nuova identità autonoma.
Il Lago di Ventina è l’elemento più notevole del paesaggio, ultimo relitto acqueo dell’antico Lago Velino, profondo non più di tre metri e mezzo ed in costante diminuzione di superficie.

## Monumenti e luoghi d'interesse

### Aree naturali
- Riserva parziale naturale dei Laghi Lungo e Ripasottile

### Architetture religiose
- Chiesa di Santa Maria Maddalena
- Chiesa di Santa Maria Maddalena vecchia

## Società

### Evoluzione demografica
Abitanti censiti

## Geografia antropica

### Frazioni
Le Case, Castellina, Montelungo, Faccenda, Paduli, Colle dei Signori, Torrone, Maccarese, Collespina,

## Infrastrutture e trasporti

### Strade
Il paese di Colli sul Velino è attraversato dalla strada provinciale 4 di Colli sul Velino, che lo collega con le due principali arterie stradali che attraversano il territorio comunale: ad est la strada regionale 79 Ternana (SR 79) e ad ovest la superstrada Rieti-Terni (SS 79).
La superstrada, che si presenta come strada a scorrimento veloce a singola carreggiata, rappresenta il principale collegamento di Colli sul Velino con Terni e con il capoluogo Rieti. Nel tratto che attraversa il territorio comunale la superstrada è ancora incompleta; i lavori sono tuttora in corso e prevedono la realizzazione di uno svincolo che porterà il nome di Colli sul Velino.
La strada regionale Ternana, che garantiva i collegamenti tra le due città prima della costruzione della superstrada, costituisce oggi un'opzione secondaria per raggiungere Rieti e Terni, e collega il comune con i vicini centri di Labro, Piediluco e Morro.

### Ferrovie

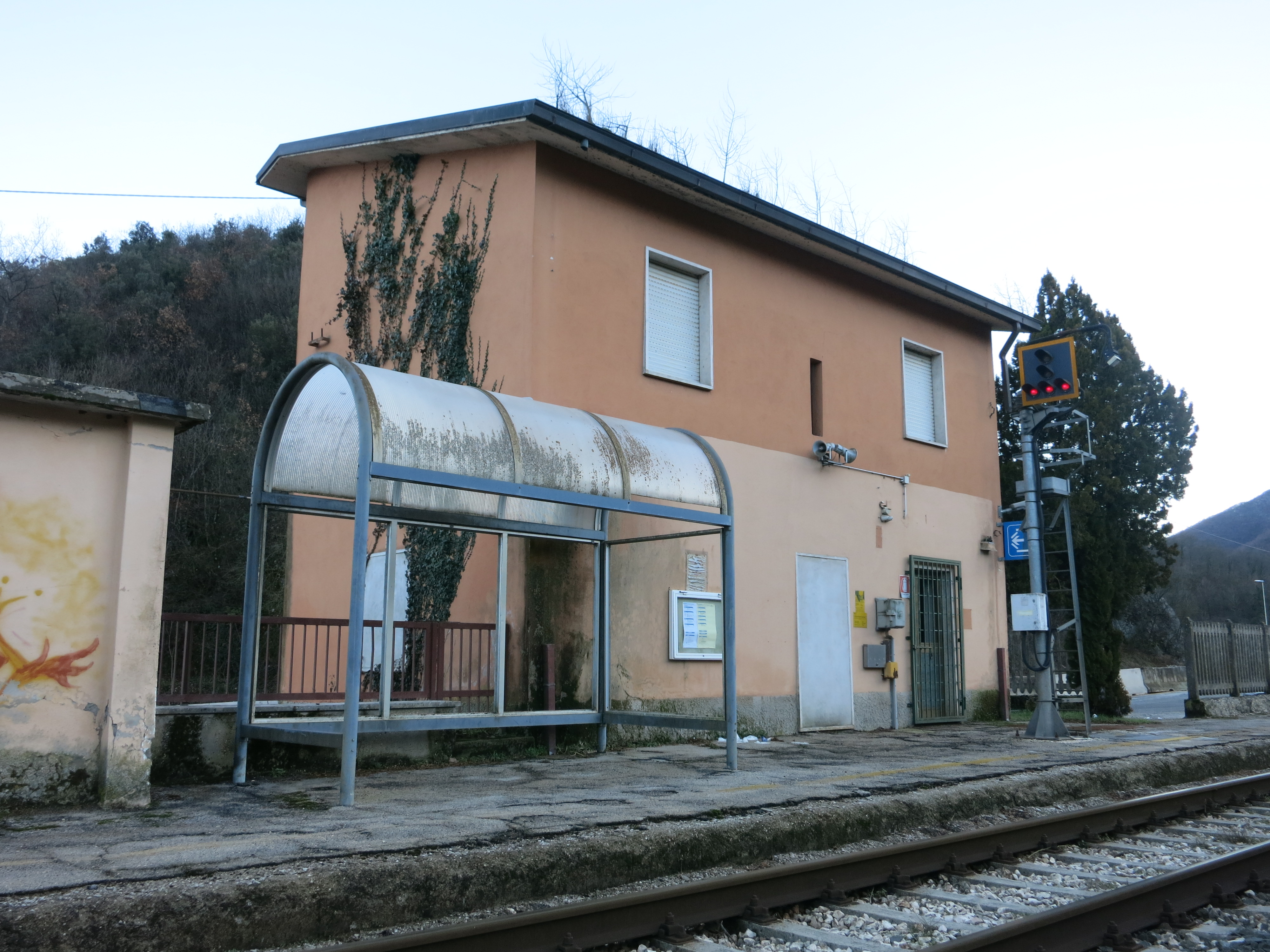
La piccola fermata ferroviaria di Labro-Moggio

La ferrovia Terni-Rieti-L'Aquila, che scorre nella valle del Velino nei pressi della superstrada, ha una piccola fermata ferroviaria che ricade all'interno del territorio comunale: la stazione di Labro-Moggio (il cui nome era inizialmente stazione di Colli sul Velino). Tuttavia la stazione dista oltre 4 km dal paese; per tale ragione è frequentata da pochi passeggeri e vi fermano solo pochi treni al giorno.

## Amministrazione
Nel 1923 Colli di Labro  passa dalla provincia di Perugia in Umbria, alla provincia di Roma nel Lazio, e nel 1927, a seguito del riordino delle circoscrizioni provinciali stabilito dal regio decreto n. 1 del 2 gennaio 1927, per volontà del governo fascista, quando venne istituita la provincia di Rieti, Colli di Labro passa a quella di Rieti, seguendo la sorte di Labro, comune di appartenenza.
Nel 1957 Colli di Labro diviene comune autonomo, e nel 1962 cambia denominazione in Colli sul Velino.
| Periodo | Periodo   | Primo Cittadino    | Partito                                           | Carica  | Note       |
| ------- | --------- | ------------------ | ------------------------------------------------- | ------- | ---------- |
| 1995    | 1999      | Arnaldo Marchetti  | lista civica Rifondazione Comunista               | Sindaco |            |
| 1999    | 2004      | Arnaldo Marchetti  | lista civica                                      | Sindaco |            |
| 2004    | 2009      | Paolo Ciccomartino | lista civica                                      | Sindaco |            |
| 2009    | 2014      | Alberto Micanti    | lista civica                                      | Sindaco |            |
| 2014    | 2019      | Alberto Micanti    | lista civica Amministriamo Insieme                | Sindaco | 2º mandato |
| 2019    | 2024      | Alberto Micanti    | lista civica Amministriamo Insieme                | Sindaco | 3º mandato |
| 2024    | in carica | Achille Nobile     | Gente nuova per nuovi orizzonti "progetto Comune" | Sindaco |            |

### Altre informazioni amministrative
- Fa parte della Comunità montana Montepiano Reatino